# Ronkay Ferenc (bányamérnök)
Ronkay Ferenc (Halács, Trencsén vármegye, 1885. október 19. – Budapest, 1961. április 5.) magyar bányamérnök, országgyűlési képviselő.

## Élete
1885-ben született a Trencsén vármegyei Halácson, római katolikus vallású, szülei Rothauer Ferenc és Péter Stefánia. Középiskoláit Léván végezte, utána a selmecbányai bányamérnöki főiskolán tanult tovább, ahol 1906-ban bányamérnöki oklevelet szerzett. A következő két évben Amerika több nagy bányájában gazdagította szakmai ismereteit, majd hazatérését követően, 1909-ben a Magyar Általános Kőszénbánya Részvénytársaság szolgálatába lépett és mint bányamérnök, Tatabányán kezdett dolgozni.
1912-ben átszerződött a Rimamurány-Salgótarjáni Vasművek Rt. kötelékébe és ott az Ózd környéki szénbányáknál teljesített szolgálatot, majd a Borsodi Szénbányák Rt. sajószentpéteri és rudolftelepi üzemeinek vezetését bízták rá. Közben az első világháborúban rövid ideig katonai szolgálatot is teljesített az olasz harctéren, mint tartalékos hadnagy, de szolgálati érdekből rövid idő múltán felmentették.
Már korán bekapcsolódott Borsod vármegye közéletébe: tagja lett a megyei törvényhatósági bizottságnak, a sajószentpéteri választókerületben pedig az 1930-as évek derekától ő irányította kerületi elnökként a Nemzeti Egység Pártja szervezését. 1935-ben az az évi általános választásokon ugyanott országgyűlési képviselői mandátumot is szerzett a párt programjával; támogatottsága olyan erős volt, hogy országos szinten az övé lett a legnagyobb szótöbbségű mandátum – a kerület 9500 szótöbbséggel választotta meg, egyetlen, radikális párti ellenjelölttel szemben. Mandátumát 1939-ben is megerősítette, az időközben nevet változtatott és kissé átalakult jelölő szervezete, a Magyar Élet Pártja színeiben. A képviselőházban leginkább költségvetési tárgyú vitákban és szakterületét érintő javaslatok tárgyalásán szólalt fel.